# 平野長発

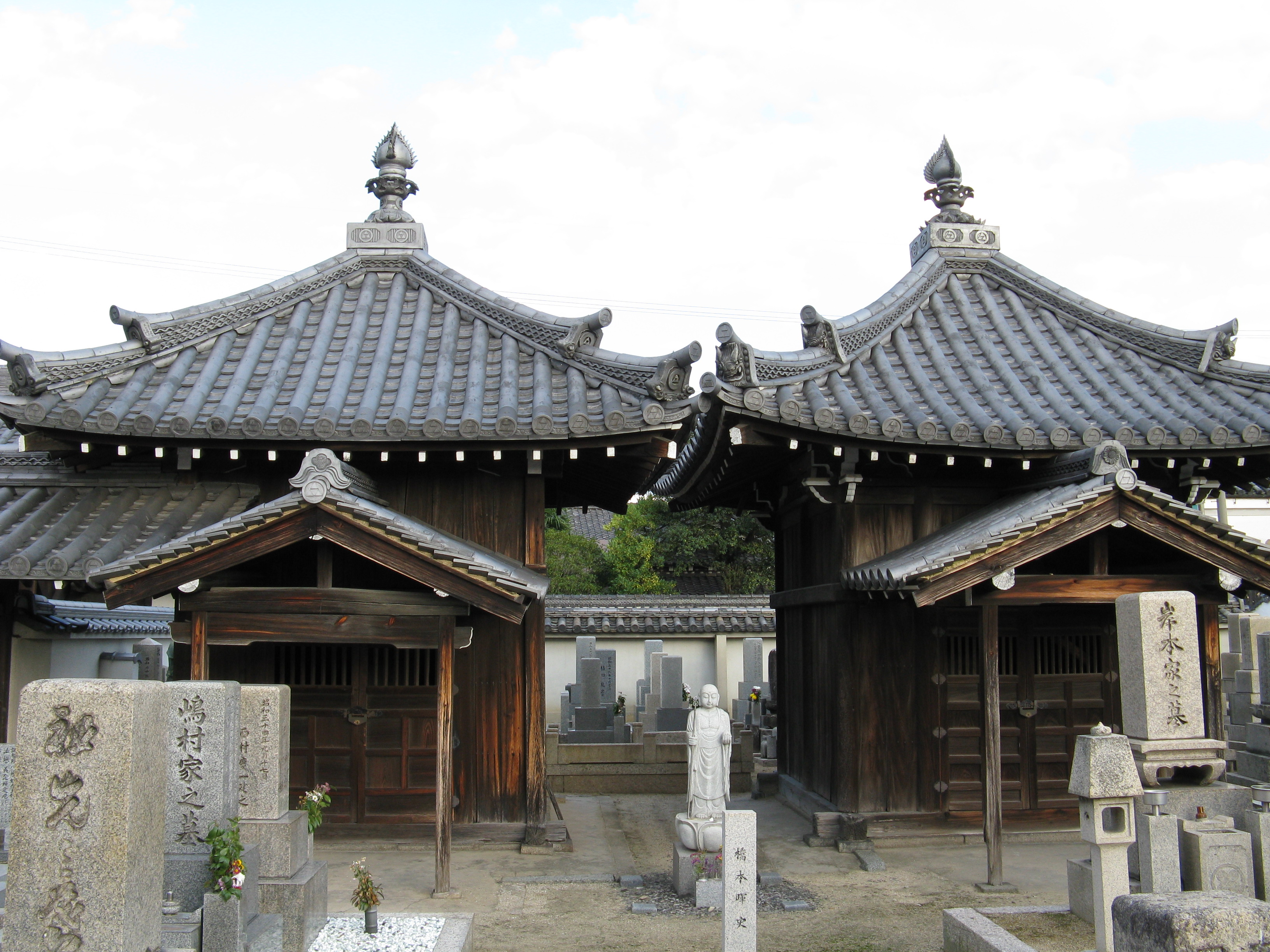
本誓寺・広徳院（平野長発）廟（左側）

平野 長発（ひらの ながゆき）は、江戸時代後期の大和国交代寄合表御衆田原本9代領主。通称は権平。官位は従五位下・兵庫助。

## 略歴
平野長興の長男として誕生。弟に山崎治正（山崎義柄養子）。
文政12年（1829年）に家督を相続し、駿府加番などを務める。書に長けており、大和参筆と賞された。廟所は田原本の本誓寺。廟は、3回忌に子の長裕が建立したもの。

## 系譜
- 父：平野長興
- 母：不詳
- 正室：於城 - 森長国の娘
- 継室：松平直寛の娘
  - 次男：平野長裕（1845-1872）
- 生母不明の子女
  - 長女：万寿子 - 鷲尾隆聚室、池田徳潤正室、戸田氏良継室